# 迷宮棋

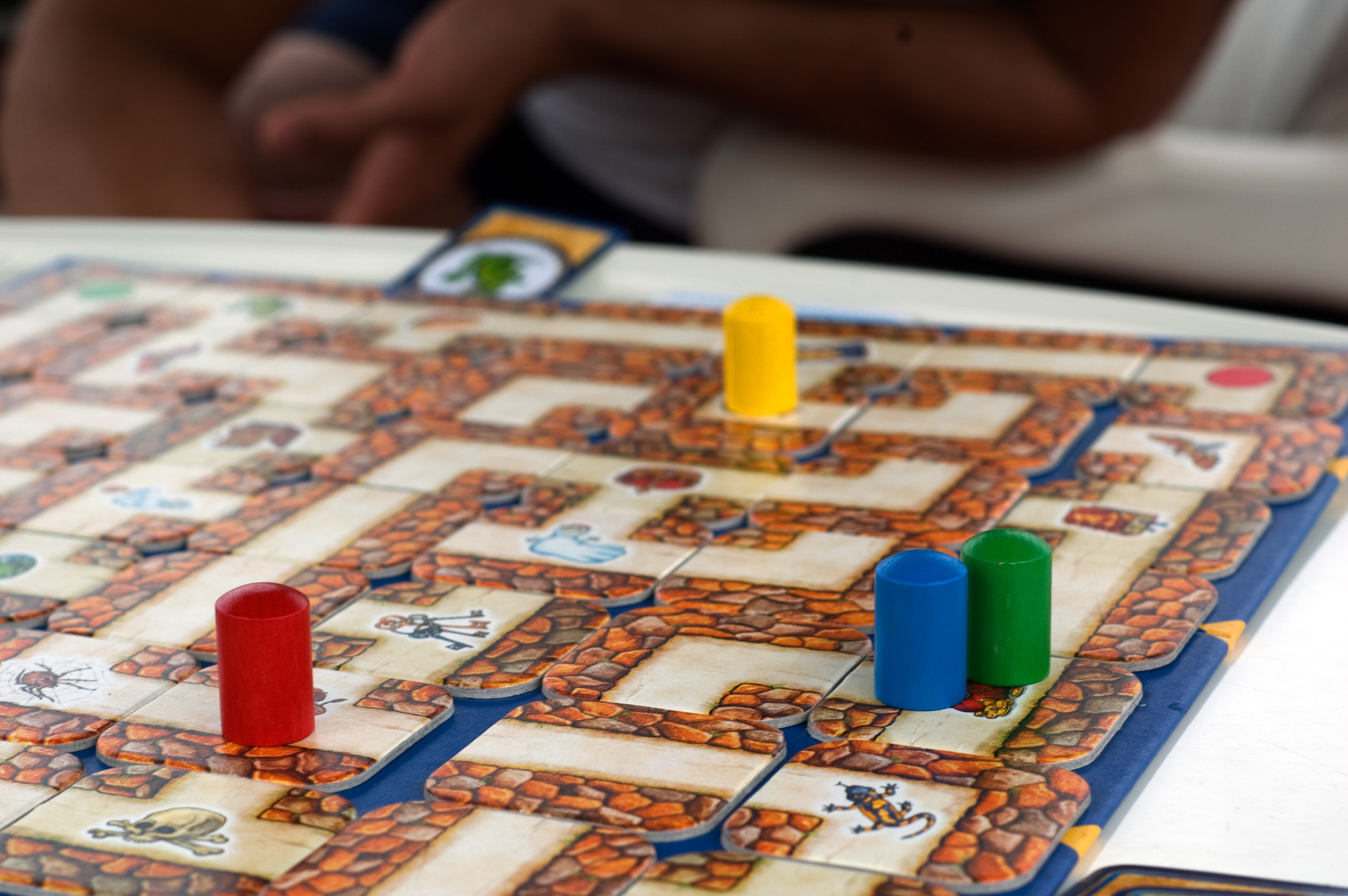
四人的迷宫棋

迷宮棋（Labyrinth），是德國人Max J. Kobbert在1986年推出的二到四人的棋類系列作，第一個作品稱為The aMAZEing Labyrinth，後來系列衍生許多變體，如Junior Labyrinth、Labyrinth: The Duel、Master Labyrinth。

## Junior Labyrinth規則

### 棋具
- 二十六張厚紙板棋片，每片大小等於一個棋格，其上劃有路徑圖案，其中十二張還繪有藏寶箱。
- 5*5方格棋盤，在中心格、每邊中點位置上，各鑲貼繪有藏寶箱的棋片；四角位置，各鑲貼沒繪藏寶箱的棋片。
  - 十二枚指示物，稱為寶藏。
- 每方一枚棋子，以顏色區分敵我。

### 規則
- 留下一片棋片，其餘十六張棋片以正面朝上隨機放於棋盤。再將十二枚寶藏放於有藏寶箱的棋片上。
- 玩家棋子放於棋片四角之一。
- 每回合必須依以下順序執行兩動作：
  - 玩家將剩下的路徑卡，以縱橫方向推入棋片，推動一格，將另一枚棋片推出，並交於下一位玩家。
    - 若有棋子剛好被推出棋盤，則該棋子放在原位。
    - 與鑲貼棋片同縱橫線的棋片無法被推動。
    - 推動時不能恢復成上一回前的狀態，造成局面重複。

  - 縱橫方向移動一枚己棋沿路徑移動任意格，可轉彎，但不能移到有其他棋子的位置。
    - 若移到有寶藏上，則獲得該寶藏。
- 獲得最多寶藏者獲勝。[2]